# Ligia Hernández
Ligia Elena Hernández Frías (sinh ngày 5 tháng 4 năm 1985 tại Punto Fijo, Venezuela, và lớn lên ở Maracay, Venezuela), là một chủ sở hữu cuộc thi. Cô được đại diện cho bang Aragua trong cuộc thi Hoa hậu Venezuela 2008, vào ngày 10 tháng 9 năm 2008, và được xếp vào mười thí sinh bán kết.
Cô đại diện cho Venezuela trong cuộc thi Reina Hispanoamericana năm 2008, tại Santa Cruz, Bolivia, vào ngày 30 tháng 10 năm 2008 và giành được danh hiệu Á hậu 4. Cô cũng giành được giải thưởng đặc biệt của Hoa hậu Ảnh và Hoa hậu Thanh lịch.